# Tvrđava Sv. Križa u Perastu
Tvrđava Sv. Križa je fortifikacijski objekt u Perastu. 
Kad su Herceg Novi i cijela obala zaljeva sve do Risna pali u osmanske ruke 1483. godine, Perast je došao u neposredan dodir s Turcima. Mlečani nisu smatrali Perast najvažnijom strateškom točkom obrane zaljeva, nego Kotor. Stoga nisu podigli zidine oko Peraste, nego su kroz 16. i 17. st. stvorili obrambeni sustav od 9 kula, od kojih je najznačajnija kula Sv. Križa. Kroz povijest stanovništvo Perasta dijelilo se na plemiće koji su bili predstavljeni u općini (»comunita«) te pučane predstavljane u zajednici (»universa«). Svoje predstavnike plemići su imali u zboru, a u razdoblju od 1685. do 1719. u radu općeg zbora sudjelovali su i pučani. To tijelo biralo je gradskoga kapetana, suce, kaštelana (zapovjednika ove kule Sv. Križa) i vojvodu. Nakon 1719. mještani su mogli sudjelovati samo u izboru kaštelana odnosno zapovjednika ove utvrde.
Do tvrđave se dolazi Veljom ulicom koja vodi od glavnog trga i katoličke crkve sv. Nikole, pored palače Martinović uz brdo, na istočnom kraju Penčića, u zapadnom dijelu Perasta. Jadranska magistrala put prolazi ispod tvrđave, a ispod magistrale je naselje Perast.
Tvrđava je danas u ruševnom stanju.

## Vanjske poveznice
- (srpski)  Veroljub Trifunović Veroljub Trifunović: Perast - gospodar luka: 47: Smekija